# 120e et 121e bataillons mixtes de réentraînement
Les 120e et 121e bataillons mixtes de réentraînement (120e et 121e BMR) sont deux bataillons des troupes coloniales françaises.

## Création et différentes dénominations
- juin 1918 : formation des 120e et 121e bataillons mixtes de réentraînement[1] (ou 120e et 121e bataillons de tirailleurs sénégalais[2])

- fin 1918 : dissolution[1]

## Historique des garnisons et opérations
En garnison à Fréjus, ces deux bataillons ont pour rôle la remise à niveau des tirailleurs blessés sortis d'hôpital. Ainsi, le 1er juillet 1918, le 120e bataillon mixte fournit des hommes pour la formation du 122e BTS. Le 120e bataillon compte des éléments malgaches, sénégalais, somalis,, indochinois et du Pacifique,,,.
Les 120e et 121e BMR opèrent jusqu'à la fin de l'année 1918.